# 시어도어 J. 로위
시어도어 J. 로위(Theodore J. Lowi, 본명: 시어도어 J. "테드" 로위, Theodore J. "Ted" Lowi, 1931년 7월 9일 ~ 2017년 2월 17일)는 미국의 정치학자이다. 코넬 대학교 정부학과에서 가르치는 미국 기관의 존 L. 시니어 교수였다. 연구 분야는 미국 정부와 공공 정책이었으며, 코넬공공문제연구소(Cornell Institute for Public Affairs)의 핵심 교수진의 일원이었다.

## 생애
시어도어 J. 로위는 1931년 7월 9일 앨라배마주 개즈던의 유대인 가정에서 태어났다. 그와 그의 아내 앙헬(Angele)은 안나(Anna)와 제이슨(Jason)이라는 두 자녀를 키웠다. 그는 뉴욕주 이타카에 집을 마련했다. 로위는 1954년 미시간 주립 대학교에서 학사학위를 취득했고, 1955년과 1961년에 코네티컷주 뉴헤이븐에 있는 예일 대학교에서 각각 석사학위와 박사학위를 취득했다. 1991년 미국정치학회(APSA) 회장을 역임했고, 1997년부터 2000년까지 국제정치학회 회장을 역임했다.
1978년 APSA 회원 여론 조사에서 미국에서 가장 영향력 있는 정치학자로 선정되었다. 1990년 APSA 정치단체 및 정당 섹션의 회원 설문조사에서는 265명의 응답자가 인용한 총 137명의 학자 중 자신의 연구 분야에 큰 영향을 미친 것으로 4번 이상 언급된 40명의 학자 중 한 명이었다. 로위는 NPR, PBS 및 케이블 TV 뉴스 토크쇼에 자주 게스트로 출연했다.